# ニュートン・ローウェル
ニュートン・ウェスレー・ローウェル（Newton Wesley Rowell, 1867年11月1日 - 1941年11月22日）は、カナダの法律家、政治家である。教会合同を推進し、オンタリオ州自由党党首として禁酒政策を主唱した。ローウェルはホイットニー州首相（保守党）のかかげる規制17号を否決させることできなかった。規制17号とは、オンタリオ州では少数派であるフランス語話者住民に、フランス語を教えるのを制限する法律である。

## 生涯
ローウェルはオンタリオ州ロンドンに生まれた。1900年の総選挙でヨーク・イースト選挙区から連邦下院選に出馬したが、落選している。
その後、法律家の仕事にもどり、1902年には勅選弁護士になり、リード、ウッドらとともに著名な法律事務所を経営した。
1911年にはふたたび政界に関わるようになった。彼自身は選挙に出馬しなかったが、その年9月の連邦総選挙でウィルフリッド・ローリエ政権を支持する選挙運動家となり、オンタリオ州中をかけまわった。この選挙でローリエは、カナダ海軍創設計画を訴え、またカナダとアメリカで交渉された通商互恵協定を推進していた。この協定は、自由貿易を製造業にも拡大適用するもので、自由党の有力な財界指導者たちは反対していた。
1911年後半にローウェルは、州議会に議席がないにもかかわらず、オンタリオ州の自由党代表に選ばれた。これは選挙戦の直前に、アレクサンダー・マッケイ現代表が辞職させられたことにともなうものだった。1911年12月の州議会選挙でオックスフォード・ノース選挙区から出馬、当選すると、彼は野党第一党の党首として活動することになった。
1917年、ローウェルはローリエ前首相や自由党との関係をたって、ロバート・ボーデン首相(保守党)による連合内閣に参加した。ローリエらは第一次大戦にともなう徴兵法案に反対していたが、ローウェルはこれを支持していたからである。彼は1917年1月にボーデン首相によって枢密院議長に指名され、戦争動員と徴兵制の実施に対して責任を負う戦時委員会の副委員長に就任した。彼は1917年12月の連邦選挙でダラム選挙区から出馬し、連合政府公認候補として下院の議席をえた。ローウェルは他の先輩大臣らとともにロンドンの帝国戦時内閣に出席している。1919年にはカナダ初の保健相の任務が与えられた。
ボーデンは1920年にアーサー・ミーエンに政権を譲ったが、ローウェルはこれに加わらず、21年の選挙にも立候補しなかった。戦争が終わるとローウェルは国際連盟のカナダ代表となり、国際問題に関わるようになった。彼はまたメソジスト派と長老派による1925年の教会合同を支援した。
法律家としても、ローウェルはめざましい活躍をしている。現在、マクミランLLPとして知られる法律事務所をトロントで1903年に開設したのも彼だった。1929年にはローウェルは女性に上院議員の任命資格があるかどうかを争ったパーソンズ訴訟に勝利している。カナダの最高裁判所はこの訴えを認めない判決を下していたが、ローウェルはこれをロンドンの枢密院司法委員会に上訴し、訴えを認めさせた。これはカナダにおける男女平等の基礎となる裁判であった。1936年、ローウェルはオンタリオ州最高裁判所長官に任命された。
ローウェルの事績として見逃せないのが、1937年のローウェル=シロワ委員会での活動と、カナダ合同教会設立の働きである。ローウェル=シロワ委員会はカナダの連邦制のあり方を見直すもので、後々にまで大きな影響を与えた。
ローウェルはオンタリオ州副総督のハル・ジャックマンや、ナンシー・ルース上院議員の母方の祖父にあたる。彼の娘マリーがハリー・ジャックマンと結婚し、この2人を含む4人の子が生まれたのである。

## 名前の発音・表記
自分の名前の発音の仕方を聞かれて、ローウェルは『リテラリー・ダイジェスト』誌に対して、owはnowのowと同じ発音で、row-ELLになると回答している。これにしたがえば、日本語の表記では「ラウエル」や「ラゥエル」の方が原音に近くなる。